# Lyss, lyss, min själ
Lyss, lyss, min själ är en sång med text av Frederick William Faber och George Scott Railton. Musiken är skriven av William F Sherwin.

## Publicerad i
- Musik till Frälsningsarméns sångbok 1907 som nr 219.
- Frälsningsarméns sångbok 1929 som nr 419 under rubriken "Strid och verksamhet - Under striden".
- Frälsningsarméns sångbok 1968 som nr 464 under rubriken "Strid Och Verksamhet - Kamp och seger".
- Frälsningsarméns sångbok 1990 som nr 625 under rubriken "Strid och kallelse till tjänst".